# Бресничић
Бресничић је насељено место града Прокупља у Топличком округу. Према попису из 2022. било је 186 становника (према попису из 1991. било је 337 становника).

## Демографија
У насељу Бресничић живи 221 пунолетни становник, а просечна старост становништва износи 47,1 година (43,2 код мушкараца и 51,0 код жена). У насељу има 107 домаћинстава, а просечан број чланова по домаћинству је 2,44.
Ово насеље је великим делом насељено Србима (према попису из 2002. године), а у последња три пописа, примећен је пад у броју становника.
|  |

| Демографија | Демографија | Демографија |
| Година      | Становника  | Становника  |
| ----------- | ----------- | ----------- |
| 1948.       | 899         |             |
| 1953.       | 871         |             |
| 1961.       | 650         |             |
| 1971.       | 576         |             |
| 1981.       | 467         |             |
| 1991.       | 337         | 317         |
| 2002.       | 261         | 270         |

| Етнички састав према попису из 2002.‍ | Етнички састав према попису из 2002.‍ | Етнички састав према попису из 2002.‍ | Етнички састав према попису из 2002.‍ | Етнички састав према попису из 2002.‍ |
| ------------------------------------ | ------------------------------------ | ------------------------------------ | ------------------------------------ | ------------------------------------ |
|                                      |                                      |                                      |                                      |                                      |
| Срби                                 | Срби                                 |                                      | 253                                  | 96,93%                               |
| Хрвати                               | Хрвати                               |                                      | 2                                    | 0,76%                                |
| Чеси                                 | Чеси                                 |                                      | 1                                    | 0,38%                                |
| Роми                                 | Роми                                 |                                      | 1                                    | 0,38%                                |
| Македонци                            | Македонци                            |                                      | 1                                    | 0,38%                                |
| непознато                            | непознато                            |                                      | 2                                    | 0,76%                                |

| Година пописа     | 1948. | 1953. | 1961. | 1971. | 1981. | 1991. | 2002. |
| ----------------- | ----- | ----- | ----- | ----- | ----- | ----- | ----- |
| Број домаћинстава | 174   | 178   | 169   | 170   | 158   | 129   | 107   |

| Број чланова      | 1  | 2  | 3  | 4  | 5 | 6 | 7 | 8 | 9 | 10 и више | Просек |
| ----------------- | -- | -- | -- | -- | - | - | - | - | - | --------- | ------ |
| Број домаћинстава | 34 | 36 | 11 | 14 | 6 | 6 | 0 | 0 | 0 | 0         | 2,44   |

| Пол    | Укупно | Неожењен/Неудата | Ожењен/Удата | Удовац/Удовица | Разведен/Разведена | Непознато |
| ------ | ------ | ---------------- | ------------ | -------------- | ------------------ | --------- |
| Мушки  | 114    | 25               | 71           | 11             | 6                  | 1         |
| Женски | 115    | 8                | 71           | 34             | 1                  | 1         |
| УКУПНО | 229    | 33               | 142          | 45             | 7                  | 2         |

| Пол    | Укупно                    | Пољопривреда, лов и шумарство | Рибарство                            | Вађење руде и камена | Прерађивачка индустрија       |
| ------ | ------------------------- | ----------------------------- | ------------------------------------ | -------------------- | ----------------------------- |
| Мушки  | 44                        | 14                            | 0                                    | 0                    | 10                            |
| Женски | 21                        | 7                             | 0                                    | 0                    | 4                             |
| УКУПНО | 65                        | 21                            | 0                                    | 0                    | 14                            |
| Пол    | Производња и снабдевање   | Грађевинарство                | Трговина                             | Хотели и ресторани   | Саобраћај, складиштење и везе |
| Мушки  | 2                         | 1                             | 2                                    | 0                    | 1                             |
| Женски | 0                         | 0                             | 3                                    | 2                    | 0                             |
| УКУПНО | 2                         | 1                             | 5                                    | 2                    | 1                             |
| Пол    | Финансијско посредовање   | Некретнине                    | Државна управа и одбрана             | Образовање           | Здравствени и социјални рад   |
| Мушки  | 0                         | 0                             | 2                                    | 0                    | 1                             |
| Женски | 0                         | 0                             | 0                                    | 1                    | 3                             |
| УКУПНО | 0                         | 0                             | 2                                    | 1                    | 4                             |
| Пол    | Остале услужне активности | Приватна домаћинства          | Екстериторијалне организације и тела | Непознато            | Непознато                     |
| Мушки  | 1                         | 0                             | 0                                    | 10                   | 10                            |
| Женски | 0                         | 0                             | 0                                    | 1                    | 1                             |
| УКУПНО | 1                         | 0                             | 0                                    | 11                   | 11                            |